# Chileria
Chileria is een geslacht van wantsen uit de familie van de Miridae (Blindwantsen). Het geslacht werd voor het eerst wetenschappelijk beschreven door José Cândido de Melo Carvalho in 1985.

## Soorten
Het genus bevat de volgende soorten:

- Chileria andina Forero, 2009
- Chileria araucana Carvalho, 1985
- Chileria colla Carvalho & Carpintero, 1991
- Chileria pamparum (Berg, 1883)